# Гурупрасад
Гурупрасад (канн. ಗುರುಪ್ರಸಾದ್; 2 ноября 1972, Канакапура, Карнатака — предп. 30 октября 2024, Бангалор) — индийский кинорежиссёр
, сценарист и актёр, работавший в индустрии кино на каннада. За почти двадцать лет карьеры снял пять фильмов и снялся в восьми. Лауреат кинопремии штата Карнатака и Filmfare Awards South. Покончил с собой из-за финансовых проблем, после коммерческого провала последних киноработ.

## Биография
Родился 2 ноября 1972 года в Канакапуре в семье священника.
Оставив карьеру исследователя-птицевода, Гурупрасад пошёл на поводу у своей любви к кино. Когда большинство режиссёров снимали гангстерские и романтические фильмы, он выпустил социальную сатиру Mata (2006). Фильм с Джагешем в главной роли ставил под сомнение святость матхов. Чёрная комедия с причудливым взрослым юмором мгновенно стала хитом. 
Не менее успешным стал второй фильм Гурупрасада и Джаггеша — Eddelu Manjunatha (2009), повествующий о ленивом человеке без цели в жизни. Картина принесла режиссёру кинопремию штата Карнатака за лучший сценарий и Filmfare Award за лучшую режиссуру. Оба фильма выделялись своим реализмом, нетрадиционными главными героями и подвергали сомнению неоспоримое в индийском обществе.
Гурупрасад сыграл эпизодические роли в своих фильмах и ещё десятке других. Он также написал диалоги для таких фильмов, как Hudugaru (2011), Yaare Koogadali (2012), Whistle (2013) и Super Ranga (2014), был судьей на нескольких реалити-шоу, таких как Body Found Hanging, Putani Pantru, Thaka Dimi Tha Dance Show, Barjari Comedy, и стал дополнительным участником во втором сезоне Bigg Boss. Он также писал сценарий и диалоги для шоу Kannadada Kotyadhipati, каннада-язычной версии «Who Wants to Be a Millionaire?».
Однако некоторые отмечали, что успех двух первых фильмов ослепил режиссёра, он начал насмехаться над коллегами и верил, что только он может оживить киноиндустрию на каннада. В 2010 году Гурупрасад опубликовал сборник рассказов «Director's Special», а в 2013 снял одноимённый фильм с дебютантом Дхананджаем и Рангаяна Рагху в главных ролях. Однако фильм не оправдал ожиданий и едва окупился в прокате. Четвёртый фильм режиссёра Eradane Sala провалился, а сам он во время съемок поссорился с исполнителем главной роли Дхананджаем. К тому времени у Гурупрасада уже сложилась репутация человека, с которым трудно ужиться.
У него начались финансовые и юридические проблемы, включая арест по делу о неплатежеспособности. Несмотря на это, режиссёр снял ещё один фильм Ranganayaka, вновь объединившись с Джаггешем. Надеясь повторить предыдущий успех, он заявлял, что фильм принесёт Индии «Оскар». Тем не менее, пристрастившись к алкоголю после нескольких провалов, Гурупрасад часто приходил на съёмки пьяным и почти всегда опаздывал. В итоге картина также стала провалом, а критики окрестили её образцом плохой режиссуры.
Гурупрасад начал скрываться от кредиторов, часто переезжая с места на место. Его последним местом жительства стала квартира на окраине Бангалора, где утром 3 ноября 2024 года его нашли повешенным. Поскольку он жил один, тело обнаружили через несколько дней после смерти, когда соседи пожаловались на неприятный запах.
Режиссёр был женат дважды. После развода с Арати, от которой у него есть дочь, в 2020 году он женился на Сумитре, в браке с которой также родилась девочка.